# Zgodovinsko jezikoslovje
Zgodovinsko jezikoslovje je del jezikoslovja, ki preučuje jezikovne spremembe.
Področja:
- glasovna sprememba
- skladenjska sprememba
- pomenska sprememba
- nalika
- jezikovni stik
- notranja rekonstrukcija
- primerjalna metoda
- primerjalna rekonstrukcija